# 名廚爭鋒
《名厨争锋》（英語：Celebrity Chef：East vs West）是亞洲的一档烹飪真人秀的電視節目，由FOX Networks Group Asia （FNGA）製作。第一季從2018年3月25日起播出。節目中，香港歌手謝霆鋒将向加拿大厨師David Rocco发起挑戰。节目将於FOX+及FOX Life播出，中國大陸地區則由腾讯同步播出，香港由無綫電視明珠台及無綫財經·資訊台播出。節目拍攝于中國澳門，菲律賓和馬來西亞。